# Neodictya fluvialis
Neodictya fluvialis är en insektsart som beskrevs av Synave 1965. Neodictya fluvialis ingår i släktet Neodictya och familjen Dictyopharidae. Inga underarter finns listade i Catalogue of Life.